# Pururuca

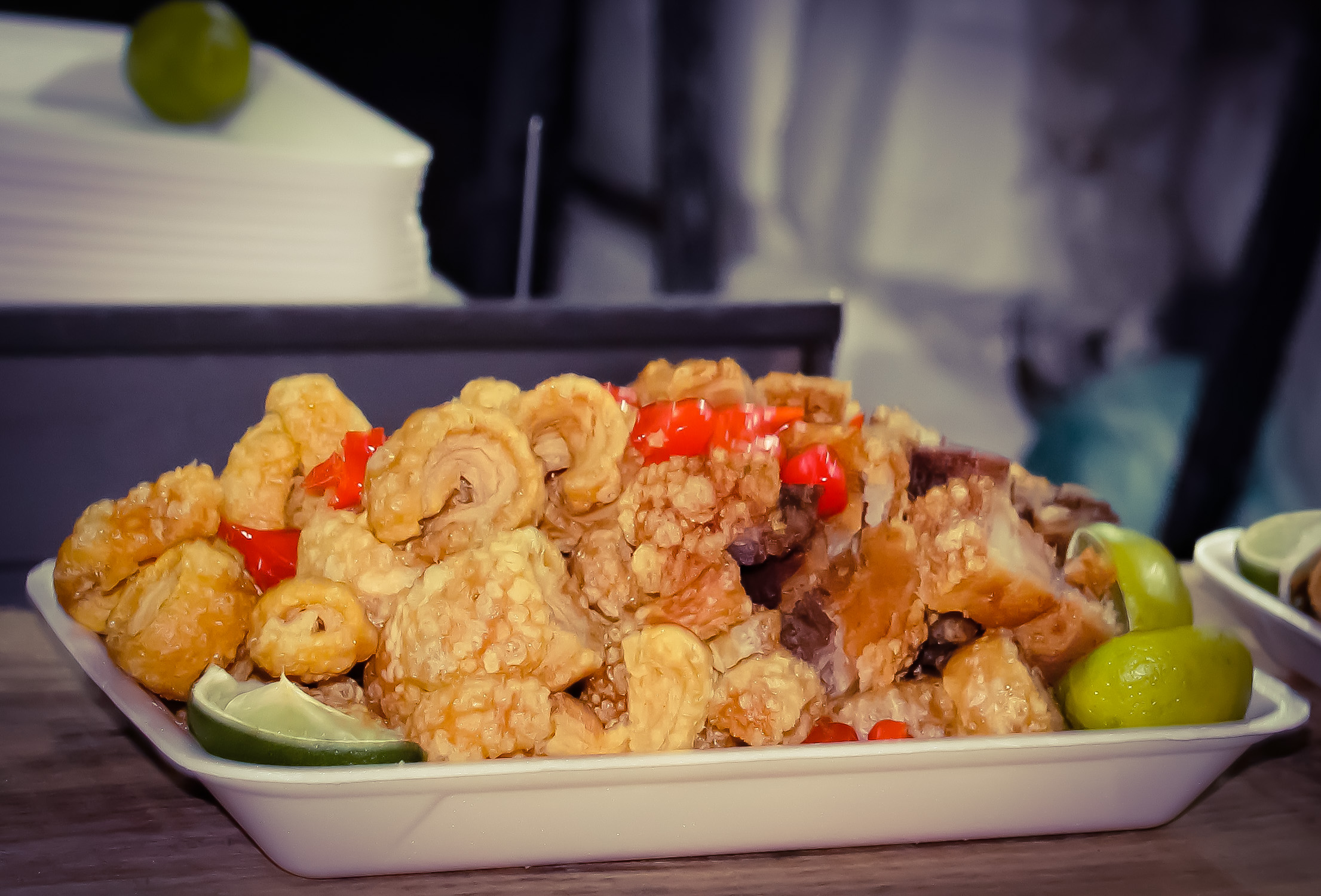
Pururuca caipira típica servida com pimenta

Pururuca é um petisco da comida caipira dos estados de Minas Gerais, São Paulo e Paraná e consumido em outras regiões do Brasil.
O termo pururuca é de origem tupi, e vem provavelmente do verbo puruk, estalar, o qual, reduplicado (pururuk), significa "ficar fazendo estalo". Tal nome alude provavelmente à natureza crocante da pururuca, ou ao ato de fritá-la.
A palavra refere-se à pele de porco que é desidratada e preparada, disso resulta uma pele dura que é frita em óleo e consumida como petisco crocante.
O nome também é utilizado para descrever uma forma de preparo do porco assado, na qual a pele é conservada e depois é parcialmente frita com óleo quente despejado em cima.

## Pururucador
Pururucador é um equipamento destinado à produção de pururuca. Consiste em um queimador infravermelho a gás que pode atingir temperaturas de até 800 °C. Foi inventado no ano de 2001 pelo médico mineiro Luiz Ney de Assis Fonseca. Foi patenteado pelo seu inventor em 2006 e já vendeu mais de 1.000 unidades.